# 21 (альбом Rage)
21 — двадцать первый студийный альбом немецкой хеви-метал-группы Rage, выпущенный 24 февраля 2012 года под лейблом Nuclear Blast Records. Как и в случае предыдущего альбома, продюсером выступил Чарли Бауэрфайнд.

## Список композиций
Все тексты написаны Петером «Пиви» Вагнером.
| №                   | Название                    | Музыка                    | Длительность |
| ------------------- | --------------------------- | ------------------------- | ------------ |
| 1.                  | «House Wins» (Introduction) | Виктор Смольский          | 1:30         |
| 2.                  | «Twenty One»                | Смольский                 | 6:16         |
| 3.                  | «Forever Dead»              | Смольский                 | 6:20         |
| 4.                  | «Feel My Pain»              | Смольский                 | 5:40         |
| 5.                  | «Serial Killer»             | Вагнер, Смольский         | 5:45         |
| 6.                  | «Psycho Terror»             | Андре Хильгерс, Смольский | 6:57         |
| 7.                  | «Destiny»                   | Вагнер, Смольский         | 5:15         |
| 8.                  | «Death Romantic»            | Вагнер, Смольский         | 5:59         |
| 9.                  | «Black and White»           | Вагнер, Смольский         | 5:19         |
| 10.                 | «Concrete Wall»             | Вагнер, Смольский         | 3:50         |
| 11.                 | «Eternally»                 | Смольский                 | 5:10         |
| Общая длительность: | Общая длительность:         | Общая длительность:       | 58:01        |

| №  | Название                                                              | Длительность |
| -- | --------------------------------------------------------------------- | ------------ |
| 1. | «Rage Race 2011 Video» ("The Beggar's Last Dime" из Strings to a Web) | 6:34         |

### Бонус-CD
| №                   | Название                       | Текст песни         | Музыка              | Длительность |
| ------------------- | ------------------------------ | ------------------- | ------------------- | ------------ |
| 1.                  | «Opening» (инструментал)       |                     | Смольский           | 1:16         |
| 2.                  | «The Edge of Darkness»         | Вагнер              | Смольский           | 5:15         |
| 3.                  | «Hunter and Prey»              | Вагнер              | Смольский           | 5:45         |
| 4.                  | «Into the Light»               | Вагнер              | Вагнер, Смольский   | 5:42         |
| 5.                  | «Drop Dead!»                   | Вагнер              | Смольский           | 5:30         |
| 6.                  | «Empty Hollow I: Empty Hollow» | Вагнер              | Смольский           | 8:58         |
| 7.                  | «Light Into the Darkness»      | Вагнер              | Вагнер              | 5:03         |
| 8.                  | «Higher than the Sky»          | Вагнер              | Вагнер              | 6:20         |
| 9.                  | «War of Words»                 | Вагнер              | Смольский           | 8:19         |
| 10.                 | «Carved in Stone»              | Вагнер              | Смольский           | 4:37         |
| 11.                 | «Soundchaser»                  | Смольский           | Вагнер              | 5:49         |
| 12.                 | «Down»                         | Смольский           | Вагнер              | 7:45         |
| Общая длительность: | Общая длительность:            | Общая длительность: | Общая длительность: | 70:19        |

## Участники записи
- Петер «Пиви» Вагнер — вокал, бас
- Виктор Смольский — гитары
- Андре Хильгерс — ударные

Приглашённые музыканты
Томас Хакман — бэк-вокал

## Позиции в хит-парадах
| Чарт (2012)         | Место |
| ------------------- | ----- |
| Ö3 Austria Top 40   | 62    |
| German Album Chart  | 27    |
| Schweizer Hitparade | 52    |